# Juan Martín (Luquillo)
Juan Martín es un barrio ubicado en el municipio de Luquillo en el estado libre asociado de Puerto Rico. En el Censo de 2010 tenía una población de 874 habitantes y una densidad poblacional de 104,7 personas por km².

## Geografía
Juan Martín se encuentra ubicado en las coordenadas 18°21′6″N 65°41′4″O / 18.35167, -65.68444. Según la Oficina del Censo de los Estados Unidos, Juan Martín tiene una superficie total de 8.35 km², de la cual 7.34 km² corresponden a tierra firme y (12.07%) 1.01 km² es agua.

## Demografía
Según el censo de 2010, había 874 personas residiendo en Juan Martín. La densidad de población era de 104,7 hab./km². De los 874 habitantes, Juan Martín estaba compuesto por el 65.45% blancos, el 21.05% eran afroamericanos, el 0.57% eran amerindios, el 5.84% eran de otras razas y el 7.09% pertenecían a dos o más razas. Del total de la población el 99.77% eran hispanos o latinos de cualquier raza.